# 宮城県道147号桝沢吉岡線
宮城県道147号桝沢吉岡線（みやぎけんどう147ごう ますざわよしおかせん）は、宮城県黒川郡大和町内を結ぶ一般県道である。

## 概要
起点からおよそ3.5 kmの間は1.5車線以下の道路が続く。
終点付近では吉岡地区を突き抜けて通るため、あみだくじのようになっている。

### 路線データ
- 起点：黒川郡大和町吉田字桝沢
- 終点：黒川郡大和町吉岡
- 実延長：20,848.4 m[1]

## 地理

### 通過する自治体
- 黒川郡大和町

### 交差する道路
- （宮城県道264号大衡仙台線・事業中）（黒川郡大和町吉岡）
- 国道457号（黒川郡大和町吉岡）
- 国道4号・宮城県道3号塩釜吉岡線（黒川郡大和町吉岡・終点）